# Rocco Sutterlüty
Rocco Sutterlüty (* 14. Mai 2004 in Wien) ist ein österreichischer Fußballspieler.

## Karriere

### Verein
Sutterlüty begann seine Karriere beim Wiener Sportklub. Im September 2015 wechselte er in die Jugend des FK Austria Wien, bei dem er ab der Saison 2018/19 auch sämtliche Altersstufen in der Akademie durchlief. Zur Saison 2022/23 rückte er in den Kader der zweiten Mannschaft der Wiener.
Sein Debüt in der 2. Liga gab er im September 2022, als er am neunten Spieltag jener Saison gegen den SV Lafnitz in der 14. Minute für Luca Pazourek eingewechselt wurde. Bis zur Winterpause kam er dreimal zum Einsatz. Im Februar 2023 wechselte Sutterlüty zum Regionalligisten SR Donaufeld Wien. Für Donaufeld spielte er bis Saisonende 13 Mal in der Regionalliga. Zur Saison 2023/24 kehrte er zu den mittlerweile ebenfalls nur noch drittklassigen Austria-Amateuren zurück. Für diese kam er in allen 30 Regionalligaspielen zum Zug und erzielte dabei sieben Tore.
Zur Saison 2024/25 wurde er auf Kooperationsbasis an den Zweitligisten SV Stripfing verliehen. Für Stripfing kam er zu 17 Zweitligaeinsätzen. Zur Saison 2024/25 kehrte er nach Wien zurück, wo er in den Kader der Zweitligamannschaft der Austria integriert wurde. Im August 2025 wurde er anschließend ein zweites Mal nach Stripfing verliehen.

### Nationalmannschaft
Sutterlüty spielte im November 2019 erstmals für eine österreichische Jugendnationalauswahl. Im Oktober 2020 absolvierte er gegen Slowenien sein einziges Spiel im U-17-Team. Im November 2021 kam er gegen Tschechien wiederum zu seinem einzigen Einsatz in der U-18-Mannschaft.